# Apoclea albipila
Apoclea albipila är en tvåvingeart som beskrevs av Becker och Stein 1913. Apoclea albipila ingår i släktet Apoclea och familjen rovflugor. Inga underarter finns listade i Catalogue of Life.